# Sakura (Tochigi)
Pour les articles homonymes, voir Sakura (homonymie).
Sakura (さくら市, Sakura-shi, litt. « ville des cerisiers ») est une ville du Japon située dans la préfecture de Tochigi.

## Géographie

### Situation
Sakura est située dans le centre de la préfecture de Tochigi, à environ 115 km au nord de Tokyo et à environ 15 km au nord d'Utsunomiya. Il faut 2 h 15 min pour rejoindre la ville depuis la capitale en train et 15 minutes depuis Utsunomiya.

### Municipalités limitrophes
| Yaita      | Ōtawara    | Nakagawa       |
| Shioya     | Sakura     | Nasukarasuyama |
| Utsunomiya | Takanezawa | Nasukarasuyama |

### Démographie
Le 1er novembre 2010, la ville comptait 43 560 habitants pour une superficie de 125,46 km2 soit une densité de 347 habitants/km2. La population était de 44 126 habitants en octobre 2023.

### Hydrographie
La ville est traversée par les cours d'eau suivants :
- la rivière Kinu ;
- Ara-kawa ;
- E-gawa ;
- Uchi-gawa ;
- Gogyō-gawa.

### Climat
Sakura a un climat continental humide caractérisé par des étés chauds et des hivers froids avec de fortes chutes de neige. La température moyenne annuelle est de 13,1 °C. La pluviométrie annuelle moyenne est de 1 425 mm, septembre étant le mois le plus humide.

## Histoire
La ville de Sakura a été créée le 28 mars 2005 de la fusion des bourgs de Kitsuregawa et Ujiie.

## Transports
La ville est desservie par la ligne Utsunomiya de la JR East.

## Jumelage
- Koga (Japon)